# Mindrum
Mindrum è un paese della contea del Northumberland, in Inghilterra.